# Descartesov oval
Descartesov oval (tudi Descartesova jajčnica) je določen na naslednji način. Naj bodo P in Q fiksne točke v ravnini in vrednosti d(P, S) in d(S, Q) naj označujejo razdalje od teh točk do tretje točke S. Naj bodo m in a poljubna realna števila. Descartesov oval je potem geometrijsko mesto točk, ki zadoščajo izrazu d(P, S) + m d(Q, S) = a. Dva ovala pa se dobita s pomočjo štirih enačb d(P, S) + m d(Q, S) = ± a in  d(P, S) - m d(Q, S) = ± a. Te enačbe so si precej sorodne. Skupaj tvorijo ravninske krivulje četrte stopnje, ki se imenujejo tudi Descartesove jajčnice. (ovali).

## Posebni primeri
V enačbi  d(P, S) + m d(Q, S) = a je lahko:
- m=1 in a>d(P, Q) in v tem primeru se dobi elipso.
- kadar pa je m=a/d(P, Q), se dobi Pascalov polž
- če pa je m = -1 in 0<a<d(P, Q), se dobi eno vejo hiperbole.

## Polinomska enačba
Množica točk (x, y) zadošča polinomski enačbi:
{\displaystyle [(1-m^{2})(x^{2}+y^{2})+2m^{2}cx+a^{2}-m^{2}c^{2}]^{2}=4a^{2}(x^{2}+y^{2})\!\,,}
kjer je c razdalja d(P, Q) med dvema fiksnima goriščema v točkah P = (0, 0) in Q = (c, 0) ter tvorijo dve jajčnici. Pri tem pa zadoščajo naslednjim štirim enačbam:
{\displaystyle d(P,S)\pm md(Q,S)=a\!\,}
{\displaystyle d(P,S)\pm md(Q,S)=a\!\,,} , ki pa imajo realne rešitve. Dve jajčnici sta disjunktni, razen takrat, ko sta P in Q na njima. Najmanj ena izmed dveh pravokotnic na PQ skozi P in Q odreže na tej krivulji četrte stopnje štiri realne točke.

## Uporaba v optiki
Že René Descartes (1596 – 1650) je odkril, da so Descartesovi ovali primerni za oblikovanje leč. Če se izbere takšno razmerje razdalj od P in Q, da je enako razmerju sinusov v lomnem zakonu, in se uporabi rotacijsko ploskev ene izmed teh jajčnic. V tem primeru se lahko izdela nesferično lečo, ki nima sferne aberacije.
Kadar se sferna valovna fronta lomi na sfernih lečah ali kadar se odbije na vbočenih sfernih zrcalih, dobi lomljena ali odbita valovna fronta obliko Descartesovega ovala. Kavstika, ki nastane zaradi sferne aberacije, se v tem primeru lahko opiše kot  evoluta Descartesovega ovala.